# Diamètre (théorie des graphes)
 (juillet 2025).
Si vous disposez d'ouvrages ou d'articles de référence ou si vous connaissez des sites web de qualité traitant du thème abordé ici, merci de compléter l'article en donnant les références utiles à sa vérifiabilité et en les liant à la section « Notes et références ».
Pour les articles homonymes, voir Diamètre (homonymie).
En théorie des graphes, le diamètre d'un graphe est la plus grande distance possible qui puisse exister entre deux de ses sommets ; la distance entre deux sommets étant définie par la longueur d'un plus court chemin entre ces deux sommets. 
En d'autres termes, le diamètre est l'excentricité maximale de ses sommets. L'excentricité minimale est appelée rayon.

## Exemples

Le Graphe taureau a un diamètre de 3. Les deux sommets les plus éloignés sont les deux extrémités des cornes.
Le graphe de Coxeter a un diamètre de 4.
Le Snark de Szekeres a un diamètre de 7.